# You May Now Kiss the… Uh… Guy Who Receives
You May Now Kiss the… Uh… Guy Who Receives («Теперь вы можете поцеловать своего… эээ… избранника») — двадцать пятая серия четвёртого сезона мультсериала «Гриффины». Премьерный показ состоялся 30 апреля 2006 года на канале FOX.

## Сюжет
Кузен Брайана, гомосексуал Джаспер, прилетает в Куахог со своим приятелем-филиппинцем Рикардо. Оказывается, они собираются пожениться, что сильно обескураживает Лоис.
Тем временем, мэр Адам Вест устанавливает в городе статую из чистого золота в память о «недавнем конфликте в заливе», чем ввергает город в финансовый кризис. Пытаясь отвлечь горожан от насущных денежных проблем, мэр предлагает к рассмотрению закон о запрете на однополые браки.
Тем временем Крис влюбляется в Элиссу, Юную Республиканку, и отправляется с ней на вечеринку.
Брайан клянётся, что этот законопроект не пройдёт, и собирает десять тысяч подписей горожан, голосующих против. Лоис подписывать петицию отказывается, и, испытывая удовлетворение от ситуации, берёт Стьюи и отправляется к своим родителям.
Но Крис сжигает документ с подписями, потому что в обмен на это Элисса разрешает потрогать ему её грудь. В последний момент Брайан успевает снова собрать десять тысяч подписей, но мэр непреклонен. В отчаянии Брайан отнимает пистолет у одного из телохранителей (англ.) мэра и берёт градоначальника в заложники.
Лоис узнаёт о происходящем в мэрии по телевизору. Внезапно она обнаруживает, что её родители не любят друг друга: они пытаются убедить её, что «нормальная» пара, которые ненавидят друг друга, имеет больше прав на свадьбу, чем «голубая» пара, любящая друг друга (a straight couple who hate each other have more of a right to marry than a same-sex couple who love each other). После этого Лоис резко меняет своё отношение к однополым бракам, решив, что любовь имеет бо́льшее значение для свадьбы, чем пол новобрачных. Она возвращается в Куахог, чтобы убедить Брайана отпустить мэра. Поскольку «захват мэра в заложники» сильно отвлёк горожан от обсуждения золотой статуи, Адам Вест решает, что необходимости в новом законе уже нет, и отменяет его. Получив взятку от Стьюи в виде ключа от Volkswagen Scirocco, тот снимает с Брайана обвинения в нападении и захвате заложника.
Джаспер и Рикардо играют свадьбу на заднем дворе Гриффинов.

## Создание
Создатели серии:
Автор сценария: Дэвид Гудман
Режиссёры: Доминик Польчино, Пит Майклс и Питер Шин
Продюсеры: Сет Макфарлейн и Дэвид Цукерман
Приглашённые знаменитости: Адам Уэст (в роли мэра Адама Веста) и Чэд Морган (в роли Элиссы)

## Интересные факты